# Colônia Cachoeira Grande
O Colônia Cachoeira Grande é um bairro não-oficial de Manaus, pertencente à Zona Norte. Está situado dentro do bairro Novo Aleixo e limita-se com o bairro Cidade nova. Há algum tempo, após obras de urbanização na via principal do bairro, ganhou uma linha de ônibus (461) ligando o bairro ao Centro.